# NGC 7692
NGC 7692 é uma galáxia irregular (I) localizada na direcção da constelação de Aquarius. Possui uma declinação de -05° 35' 46" e uma ascensão recta de 23 horas, 32 minutos e 46,7 segundos.